# Athyrium flavosorum
Athyrium flavosorum är en majbräkenväxtart som beskrevs av Shunsuke Serizawa.
Athyrium flavosorum ingår i släktet Athyrium och familjen Athyriaceae. Inga underarter finns listade i Catalogue of Life.